# Candidatura de Madrid a los Juegos Olímpicos de 2020
La candidatura olímpica de Madrid 2020 fue una candidatura de la ciudad de Madrid (España) para resultar elegida por el Comité Olímpico Internacional (COI) como ciudad anfitriona de los Juegos Olímpicos de 2020. Finalmente, el día 7 de septiembre de 2013 fue descartada en la primera ronda de votación del COI. Durante la elección de las dos ciudades finalistas, empató con Estambul en número de votos, por lo que se realizó un desempate en el que la ciudad turca ganó, y Madrid fue eliminada, resultando vencedora la candidatura de Tokio.
Finalmente, obtuvo 26 votos, por debajo de sus candidaturas de 2012 y 2016, cuando obtuvo 31 y 32, respectivamente.

## Antecedentes y anuncio

Atleta de la Estación de Estadio Olímpico en movimiento.

Justo después de la 121.ª sesión del Comité Olímpico Internacional en Copenhague en la que Río de Janeiro salió elegida para 2016, muchas personas de la delegación madrileña e incluso del propio COI (como Alberto de Mónaco y Sergéi Bubka) se mostraron completamente a favor de una cuarta candidatura, la tercera consecutiva tras 2012 y 2016. Incluso se convocó un concurso, por parte del Colegio Oficial de Arquitectos de Madrid, para diseñar el logotipo de la nueva candidatura. Además, en vistas de una posible derrota para 2016, el 5 de noviembre de 2008, once meses antes de la decisión del COI en Copenhague, el Ayuntamiento de Madrid registró la dirección web madrid2020.com. De esta manera no sólo guardó el dominio .com, sino también el dominio .es, que registró quince días después de la derrota en Singapur por las Olimpiadas de 2012, para, en caso de volver a presentarse, tener esas direcciones disponibles. Río de Janeiro también guardó una dirección para 2020. En 2011, el propio presidente del COI, Jacques Rogge, pidió al nuevo secretario de Estado para el deporte de España, Albert Soler, que Madrid se presentara candidata para 2020.
Lo que en un principio era tan sólo un posible proyecto comenzaría en el año 2011, ya que, según el alcalde Alberto Ruiz-Gallardón tras la derrota en Copenhague por los Juegos Olímpicos de 2016, hasta entonces no se trataría el asunto. Un tiempo más tarde, en febrero de 2010, Gallardón repitió en una entrevista la misma idea de que el gobierno municipal elegido en 2011 decidiría sobre continuar con la candidatura para 2020 o para 2024, y se mostró convencido de que de realizarse oficialmente, Madrid saldría ganadora. Tras resultar vencedor de nuevo en las elecciones municipales de 2011 y ser, por tanto, reelegido como alcalde de Madrid, Gallardón aplazó la decisión sobre los Juegos temporalmente, hasta conocer al menos a los contrincantes y al organizador de los Juegos Olímpicos de invierno de 2018, que será finalmente Pyeongchang, elegida el 6 de julio de 2011 en Durban. Debido a la regla «no escrita» de rotación de continentes entre Olimpiadas, de haber salido elegidos Múnich o Annecy, Madrid no se hubiera presentado, pero sí lo haría tras salir vencedora la ciudad asiática.
Presumiblemente, en 2020 las rivales serían en su mayor parte europeas, como París, Roma, Moscú o Berlín, pero para cuando Madrid oficializó su candidatura en julio de 2011, sólo Roma y Estambul habían confirmado las suyas, y se oían rumores sobre futuras candidaturas como Durban o Tokio, que hizo oficial su participación el 16 de julio de 2011, a pesar de que los Juegos Olímpicos de invierno de 2018 se vayan a celebrar en la cercana Corea del Sur. De presentarse, París sería una de las más fuertes, pues se postuló como candidata para 1992, 2008 y 2012, cuando fue favorita pero perdió contra Londres igual que Madrid.
Por otro lado, después del Mundial de fútbol en Sudáfrica en 2010 y de su satisfactoria organización, el país africano supuestamente concurrirá a la elección para albergar los Juegos Olímpicos en 2020. Después de la experiencia contra Río de Janeiro, primera ciudad sudamericana que albergará unas Olimpiadas, lo cual fue una de sus mayores bazas, Madrid en principio no se postularía como candidata al oficializarse la candidatura sudafricana, ya que los Juegos nunca han ido a África y eso podría ser determinante, al margen del proyecto presentado. Sin embargo, ninguna ciudad sudafricana había confirmado su candidatura para cuando Madrid anunció la suya.
El anuncio oficial de la candidatura de Madrid 2020 se realizó el día 13 de julio de 2011, y contó con el apoyo del principal grupo político opositor del ayuntamiento de Madrid, liderado por Jaime Lissavetzky; así como con el apoyo general de los grupos políticos presentes en el congreso de los diputados; aunque con mayores reticencias que en las candidaturas anteriores. Debido a la situación económica del país, con una altísima tasa de paro, algunos de los pilares básicos de la candidatura son la austeridad, la eficacia y la transparencia, y para evitar aumentar la deuda, se acudirá a la iniciativa privada. Pese a ello, en la votación sobre la candidatura llevada a cabo en un Pleno del Ayuntamiento de Madrid, tanto Izquierda Unida como Unión Progreso y Democracia se mostraron en contra de la candidatura, aunque no tenían peso suficiente para enfrentarse a PP y PSOE.
El calendario establecido por el Comité Olímpico Internacional señalaba que los comités olímpicos nacionales que quisieran presentar la candidatura de una ciudad a los Juegos Olímpicos de 2020 debían hacerlo antes del 1 de septiembre de 2011, algo más de dos años antes de la fecha final de la elección, que se realizará en Buenos Aires el día 7 de septiembre de 2013. Finalmente, una vez vencido el plazo, Madrid supo cuántas y cuáles eran sus rivales: Estambul (Turquía), Roma (Italia), Tokio (Japón), Doha (Catar) y Bakú (Azerbaiyán). El número total de candidatas para 2020, seis, se convirtió en el más bajo entre las últimas elecciones de sede olímpica; casi la mitad de las que se presentaron para 2004, cuando once ciudades estuvieron en lid.

## Comienzo de la candidatura

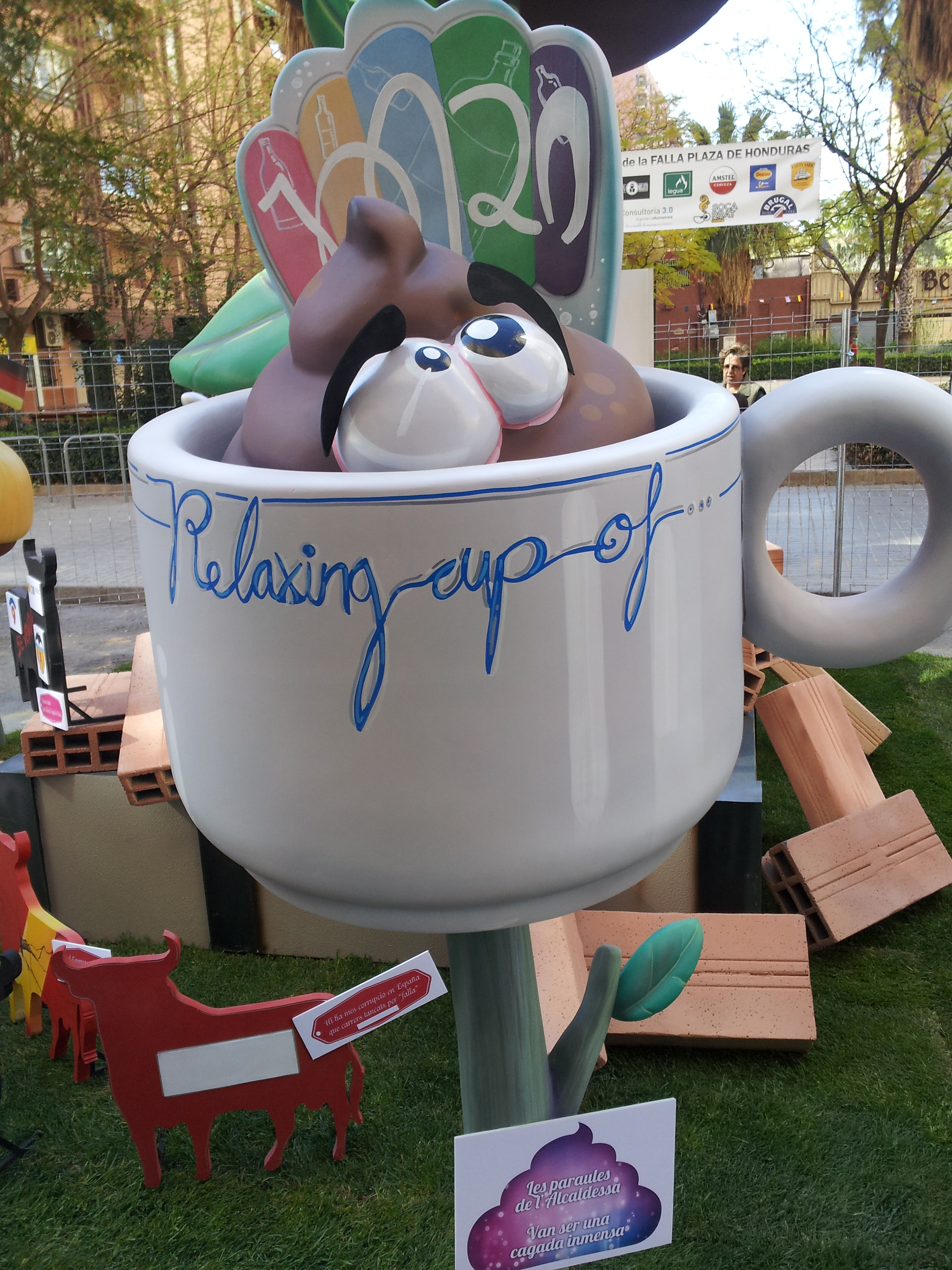
Ninot fallero parodiando la candidatura de Madrid 2020 y la frase de Ana Botella sobre tomar una relaxing cup of café con leche en la Plaza Mayor.

Una vez anunciadas las ciudades candidatas por parte del COI el viernes 2 de septiembre de 2011, se iniciaba oficialmente la carrera de Madrid por los Juegos de 2020. El alcalde de Madrid, Alberto Ruiz-Gallardón, anunció el día 8 de septiembre de 2011 que el director de la candidatura de Madrid a los Juegos Olímpicos de 2020 sería Alejandro Blanco, presidente del Comité Olímpico Español (COE), y no él mismo, arguyendo que de esta manera se pretende alejar la candidatura del plano político para acercarse más al mundo del deporte. Tanto Río de Janeiro como Londres y Pyeongchang habían seguido este mismo sistema para las elecciones en las que vencieron. Asimismo, se confirmó el pago en concepto de inscripción, de 150 000 dólares (algo más de 105 000 euros), pero se reiteró que el gasto en infraestructuras sería nulo hasta saber si Madrid es ganadora o no y que se acudirá al patrocinio privado para minimizar gastos. Alejandro Blanco se mostró confiado de las posibilidades del proyecto madrileño de resultar ganador, gracias a la trayectoria de las anteriores candidaturas, que contaban con una alta nota en el apartado técnico y no se quedaron lejos de la victoria durante sus respectivas sesiones del COI en las que se realizaron las votaciones finales. Juan Antonio Samaranch Salisachs, miembro del COI e hijo del antiguo presidente del COI Juan Antonio Samaranch, también expresó su confianza en la candidatura de Madrid y consideró que el nombramiento de Blanco para presidirla había sido un acierto, compartiendo la opinión de que era un acercamiento al deporte.
El 15 de septiembre de 2011, día límite para pagar los derechos de inscripción, fue quizá una de las fechas clave de la candidatura, como lo puede ser el mes de octubre del mismo año, cuando los responsables de la candidatura se citaron con el COI en Lausana (Suiza) con motivo de un seminario informativo; el 15 de febrero de 2012, fecha tope para entregar el cuestionario al COI; y mayo de 2012, cuando dicho organismo olímpico internacional realizará la primera criba y dirá qué ciudades continúan con su candidatura hasta la elección final el 7 de septiembre de 2013 en Buenos Aires (Argentina). En el cuestionario para el COI, por primera vez, deben figurar fotografías interiores, exteriores y aéreas de las instalaciones existentes, para comprobar en qué estado se encuentran y no conocerlas a partir de tan sólo una descripción.

### Presentaciones, cuestionarios y criba
El miércoles 5 de octubre de 2011 Alejandro Blanco, secundado por la vicepresidenta del COE, Theresa Zabell, y el secretario general del mismo, Víctor Sánchez, visitó de manera oficial en Lausana a Jacques Rogge —presidente del COI— y Christophe de Kepper —director general del COI— para presentar el proyecto de Madrid 2020. Durante la reunión, que Blanco calificó posteriormente como «muy positiva», pudieron profundizar en su conocimiento acerca del movimiento olímpico en la actualidad. La Real Federación Española de Fútbol aprovechó la cita para mostrar su total apoyo a la candidatura.
A finales de noviembre de 2011, Blanco afirmó que la organización de las olimpiadas en 2020 se había convertido en una necesidad para Madrid y para España, tanto social como económicamente, punto este último acerca del cual también realizó varios apuntes. En primer lugar, el coste de la candidatura sería muy inferior al de Madrid 2016, rondando entre el 30 y el 40% de aquellos 37,8 millones de euros invertidos en la última ocasión, aunque el Ayuntamiento de Madrid primero había hecho una estimación que lo cifraba en un 50 %. El Ayuntamiento fue además quien colocó la primera piedra con la aportación de 600 000 euros para lanzar la nueva candidatura, cuya sociedad se constituyó el 29 de noviembre de 2011. En segundo lugar, y a pesar de esa primera inversión del consistorio, la mayor parte del dinero provendría de capital privado: Blanco se mostró partidario de una ley de mecenazgo por la cual las empresas que patrocinaran la candidatura pudieran luego disfrutar de una desgravación fiscal según su cantidad invertida. Asimismo, Blanco también recordó que no se gastaría dinero en infraestructuras hasta que Madrid no saliera elegida. En el apartado social, destacó el deporte y los Juegos Olímpicos como factor integrador de la sociedad.

#### Equipo

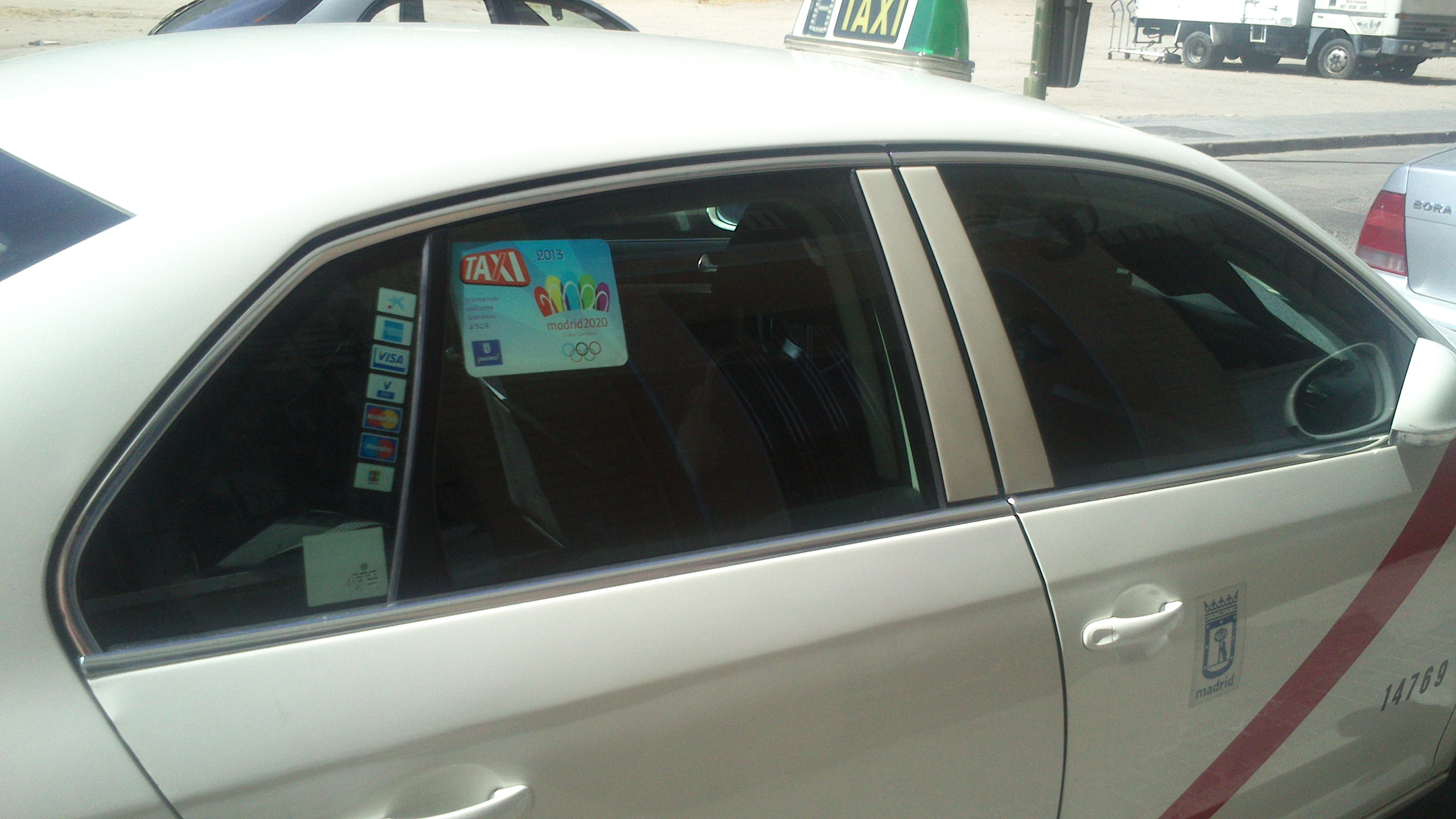
Taxi de Madrid en el que se muestra publicidad a Madrid 2020

Ya en 2012, el 23 de enero, Ana Botella, alcaldesa de Madrid tras el nombramiento de Alberto Ruiz-Gallardón como ministro de Justicia, presentó en el Palacio de Comunicaciones de Madrid al equipo responsable de Madrid 2020. Presidido por Alejandro Blanco y con Víctor Sánchez como consejero delegado, tiene entre sus filas a distintos exdeportistas y a personas que ya trabajaron en las anteriores candidaturas o en la organización de otros acontecimientos deportivos importantes en España: Theresa Zabell, María Daniela de Rosa, Sara Wolf, Carmen Rodríguez Martínez, Tamara Bakoss Kutika, Virginia Ramírez Merino, Raúl Chapado, Rafael Pascual Cortés, Luis Perales Navas, Alejandra Álvarez, Alfonso Rodríguez de Sadia, Marta de la Revilla, Manuel Cano, Sandra Serrano, Luisa Fernández-Lomana, Rodrigo Garza, Inés Murueta-Goyena, Manuel Parga, Miguel Pérez-Ochoa, Rosa María Martínez, José Manuel López, Estefanía Redondo, Ever Augusto Colman y Greta Barberá.

#### Logotipo

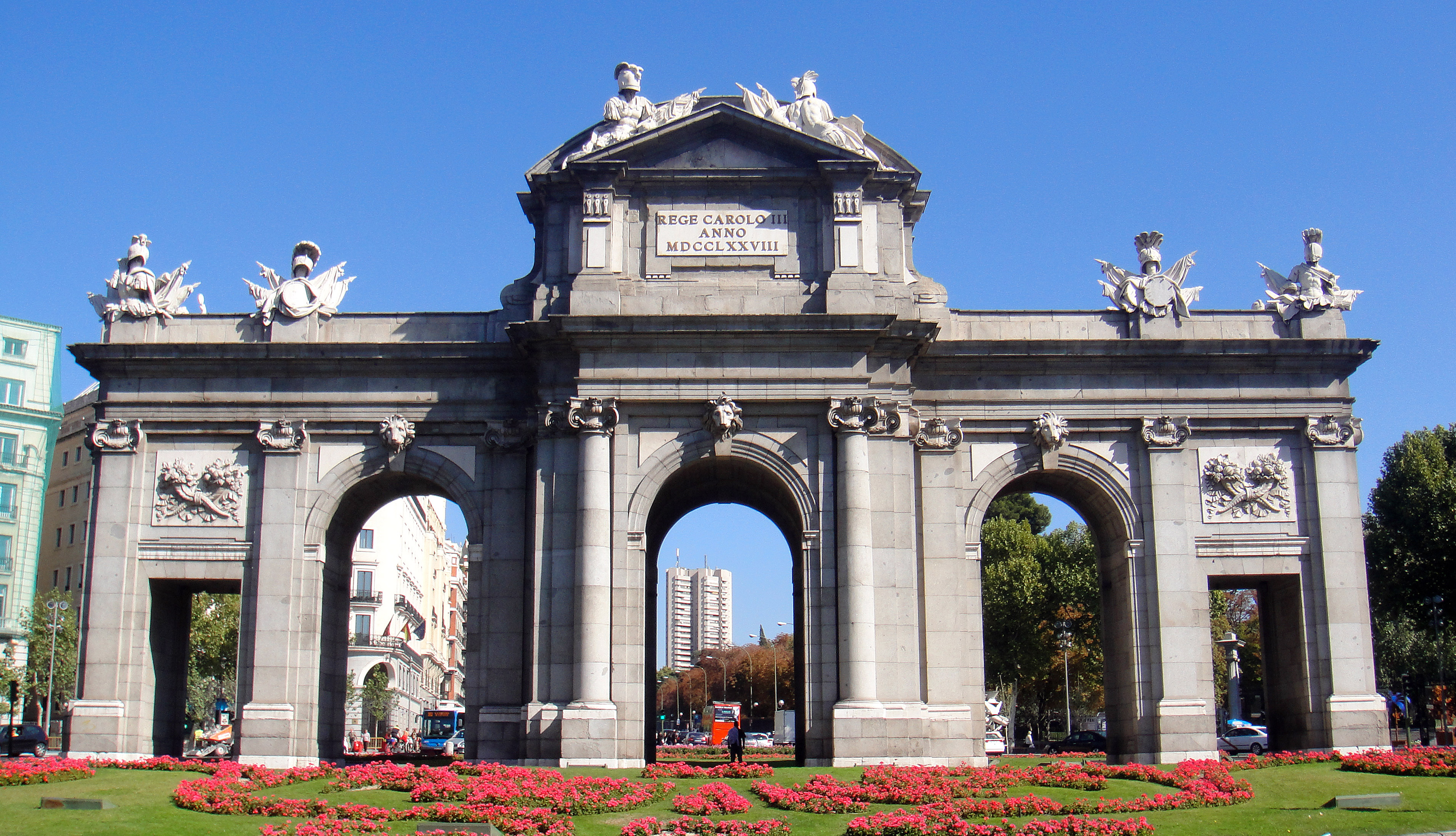
La Puerta de Alcalá, inspiración original del logotipo de Madrid 2020.

Durante un acto en la sede del COE el 30 de enero de 2012, en el que también se dio a conocer la página web oficial de la candidatura, se presentó el logotipo que representaría al proyecto madrileño, uno de los que había concurrido al concurso convocado en diciembre. Originalmente ideado por Luis Peiret, estudiante aragonés de diseño gráfico, y rediseñado posteriormente por la agencia Tapsa, está inspirado por las formas de la Puerta de Alcalá de Madrid y en él figuran una eme minúscula seguida de un 20. Como sucedió de manera más o menos notable con los logotipos de las dos anteriores candidaturas, el modelo elegido suscitó polémicas y críticas, e incluso llegó a ser uno de los temas más comentados en las redes sociales a nivel mundial. Entre las críticas más sonadas, la gente no vio con buenos ojos el cambio del color negro de uno de los aros olímpicos por tonos morados, hacía referencia a una tilde en lugar de un punto en «Madríd» —debido a la tipografía, Baar Sophia — y tampoco entendía bien la leyenda «m20», donde muchos creían ver «20020». Sin embargo, y una vez desvelado también el diseño original de Peiret, se vio que esos puntos conflictivos habían sido obra de la agencia Tapsa y no del aragonés, cuyo logotipo no ofrecía lugar a semejantes comentarios. El mismo Peiret afirmó que prefería su original, pero también confirmó que era todo un honor para él que su idea fuera la seleccionada para representar a Madrid. La agencia publicitaria Tapsa explicó días después las razones de cada una de las modificaciones al original.

#### Cuestionario técnico
Un día antes del fin del plazo para presentarlo, establecido para el 15 de febrero de 2011, Alejandro Blanco entregó en Lausana el cuestionario técnico exigido por el COI para analizar a fondo cada uno de los aspectos de las candidaturas. El dosier elaborado por Madrid 2020, que responde a las 105 preguntas del COI en 148 páginas, es el primer paso para Madrid para convertirse de manera definitiva en ciudad candidata a los Juegos. La novedad de este cuestionario respecto al requerido para 2012 y 2016 es la obligación de incluir diversas fotografías de las instalaciones ya existentes.

## Candidatura oficial
En febrero de 2012, Roma decidió retirar su candidatura por no poder hacer frente a los gastos, debido a la crisis económica y a la situación del país. Después de la retirada de Roma quedaron sólo cinco ciudades candidatas: Estambul, Tokio, Bakú, Doha y Madrid.
El 23 de mayo de 2012 en Quebec (Canadá), tuvo lugar por parte del COI la selección de las ciudades candidatas oficiales para albergar los Juegos Olímpicos de 2020. Madrid fue elegida como una de las candidatas oficiales, junto a Estambul y Tokio.
De las tres ciudades que pasaron la selección, Madrid obtuvo la nota media más alta (8,09), seguida por Tokio (8,02) y por Estambul (6,98). A pesar de haber obtenido la puntuación más alta, eso no le garantizaba ser la ciudad elegida. Por ejemplo, entre las candidatas de 2012, Madrid obtuvo la segunda mejor nota por detrás de París y la candidata elegida fue Londres, la tercera en puntuación. Así mismo, para 2016 Madrid tenía la segunda mejor nota por detrás de Tokio y la elegida fue Río de Janeiro, la quinta en puntuación. Madrid y el resto de candidatas tuvieron hasta el 7 de enero de 2013 para entregar el dossier de la candidatura.
El 21 de marzo, tras su visita la ciudad y la evaluación realizada, la comisión evaluadora del COI subrayaron que esta candidatura era la mejor presentada por Madrid. Señalaron que el gran entusiasmo popular y el apoyo de las empresas, las instituciones y la Corona y que el proyecto era totalmente viable económicamente. Además, el presidente de la Comisión de Evaluación del Comité Olímpico Internacional señaló que «Yo perdí dos veces antes de ganar» y que «el apoyo a la candidatura es total».
En junio del mismo año, los responsables de las candidaturas realizaron una presentación técnica en Lausana (Suiza) ante los miembros del COI y el 25 de junio de 2013 el COI publicó el informe de la comisión de evaluación en su web oficial.

### Actos de apoyo a la candidatura
El 28 de junio de 2013 se celebró en la Plaza de Las Ventas un concierto de apoyo, con el lema «Todos juntos por un sueño», a beneficio de la Fundación del Comité Olímpico Español; participaron músicos destacados. El 19 de agosto se disputó en la capital de Argentina la carrera «Buenos Aires corre x Madrid 2020» con más de 1500 participantes. Al día siguiente, el 20 de agosto, a las 20:20 horas, una convocatoria a nivel mundial en apoyo a Madrid en las redes sociales lograba posicionar el lema "QueremosJJOOenMadrid" como el más mencionado en el mundo. El 25 de agosto, unos 100 participantes disputaron en el Metro de Madrid la carrera «Discovery Underground», de 10 km y anunciada como la primera subterránea de la historia, que fue organizada y filmada por Discovery Max.
El 5 de septiembre se dio a conocer que un 96 % de españoles de fuera de la capital de España apoya la candidatura. Un día antes de la elección final, se reveló que más de 85 000 personas se habían inscrito como voluntarios.

## 125.ª Sesión del Comité Olímpico Internacional

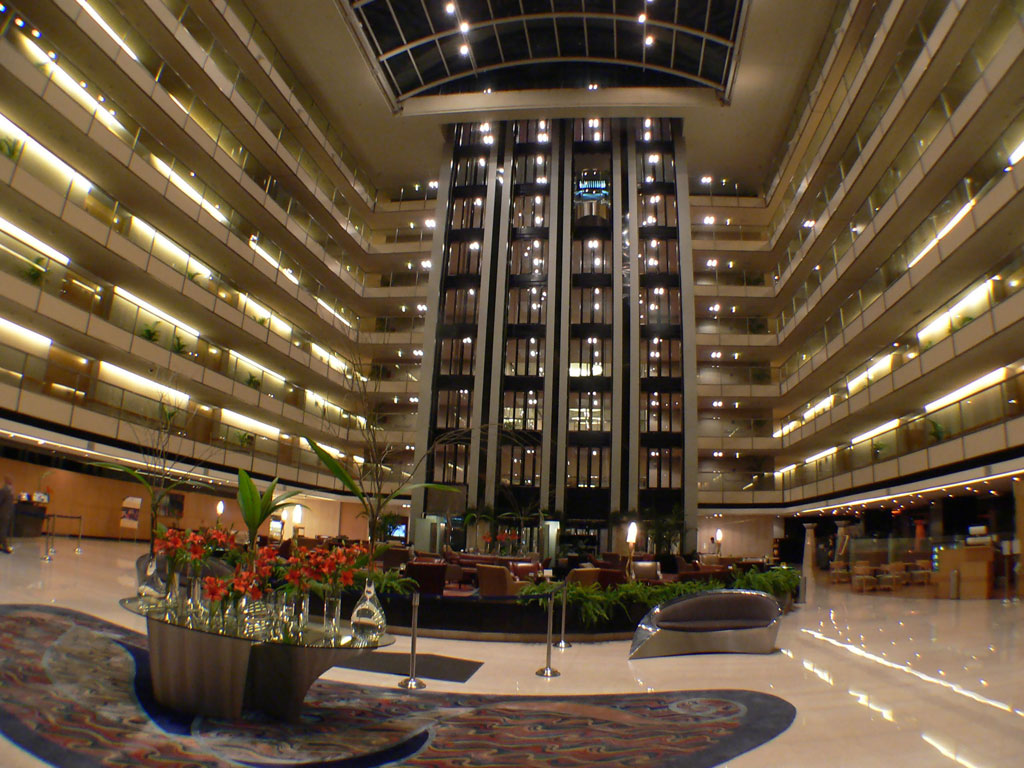
La decisión de la sesión de evaluación se dio a conocer en el Hotel Hilton de Buenos Aires

La elección de la sede de los Juegos Olímpicos de 2020 se anunció el 7 de septiembre de 2013 durante la 125.ª Sesión del Comité Olímpico Internacional en Buenos Aires (Argentina). La candidatura elegida resultó ser Tokio que organizará los Juegos Olímpicos de la XXXII Olimpiada. El proceso de votación requirió tres votaciones, en la primera para decartar una de las tres ciudades candidatas (Madrid, Tokio y Estambul) resultaron empatadas Estambul y Madrid, en una segunda votación favorable a Estambul resultó eliminada Madrid, y en la tercera votación resultó elegida Tokio.
La sesión de evaluación tuvo lugar del 6 al 10 de septiembre de 2013. La sesión para elegir la ciudad cantidata se desarrolló en el Hotel Hilton de Buenos Aires. Además durante dicha sesión se eligió un nuevo presidente del COI y se estudió la inclusión de nuevos deportes que podrían ser incluidos en los JJ. OO. de 2020 (béisbol, karate, softball, deportes de escala, squash, wakeboard, wushu, surf, y fútbol de playa).

### A relaxing cup of café con leche
El discurso que pronunció Ana Botella ante el comité fue duramente criticado tanto por la forma (con una gran parte de las críticas centradas en el inglés de la alcaldesa) como por el fondo (Ricardo de Querol en El País lo calificó de «cursi, ñoño, provinciano»). En especial fue objeto de burlas una frase en la que Botella instaba al comité a tomarse «A relaxing cup of café con leche in Plaza Mayor» («un relajante café con leche en la Plaza Mayor [de Madrid]»). La frase se convirtió rápidamente en un fenómeno social y de Internet, llegando a formar parte del título de un libro.

## Instalaciones
Los emplazamientos propuestos de los deportes olímpicos en Madrid fueron los siguientes:

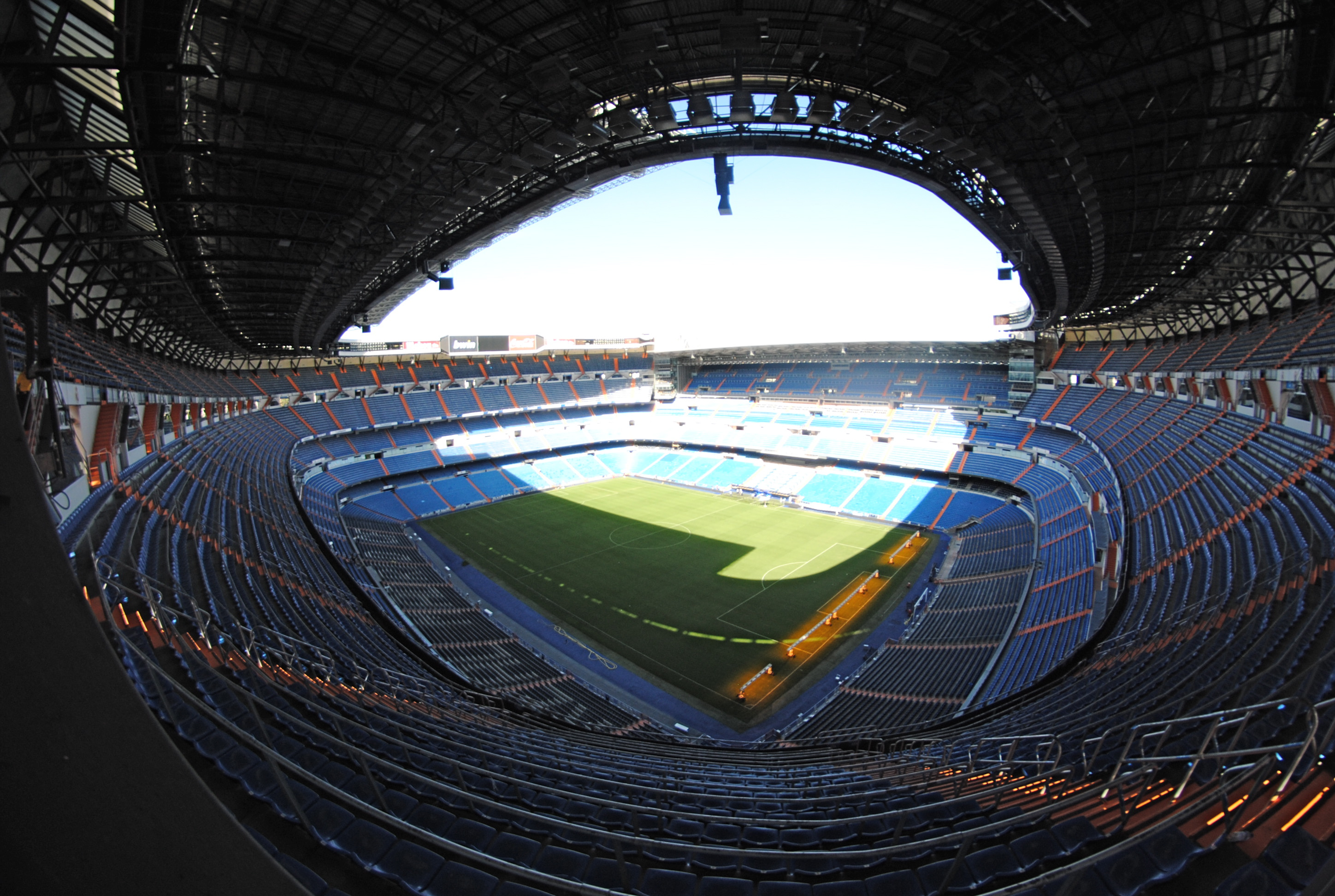
El renovado Estadio Santiago Bernabéu iba a ser la sede de la final de fútbol

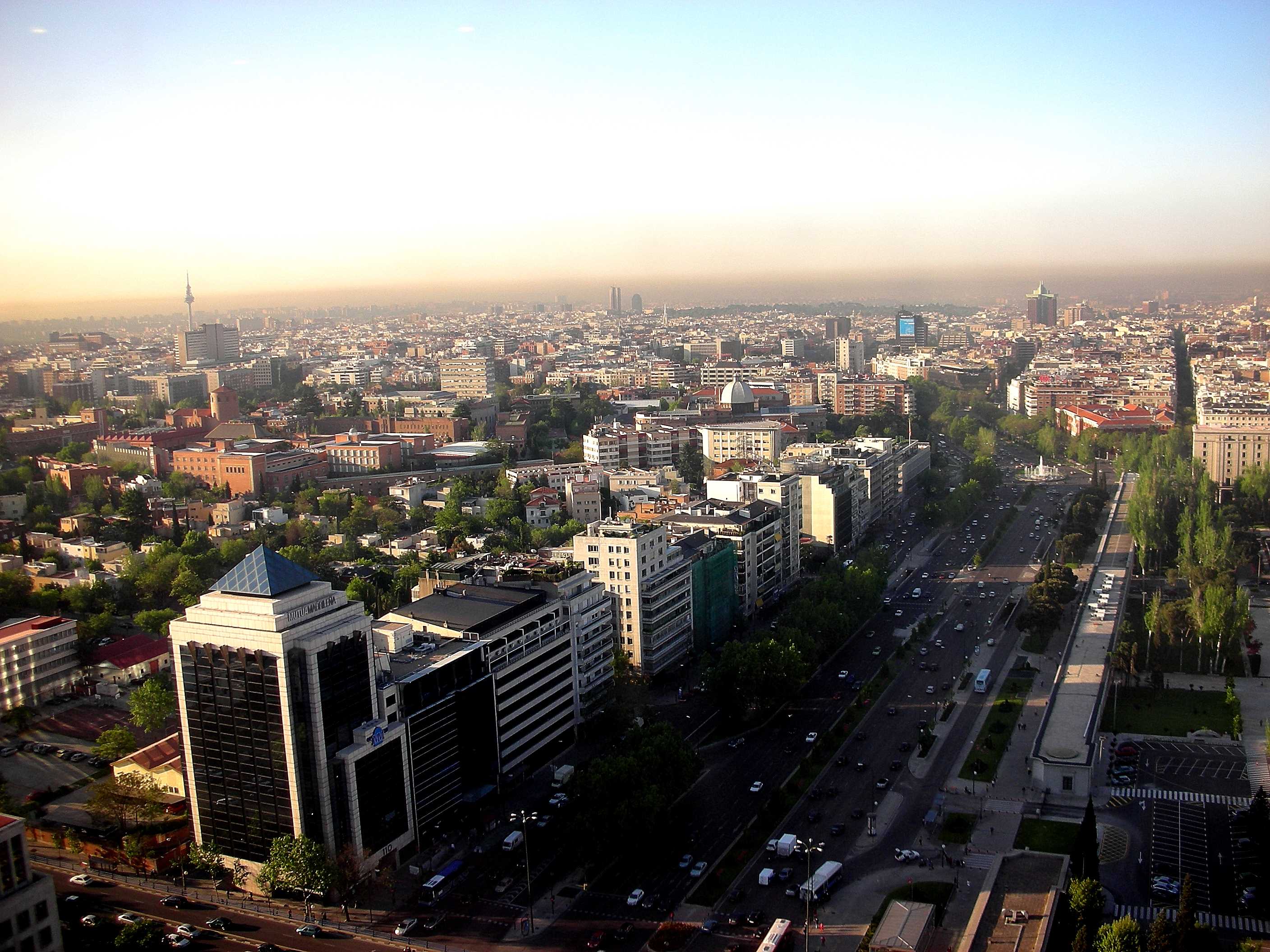
Unas de las peculiaridades de la candidatura era la concentración y cercanía de todas las sedes. El ciclismo se haría en un improvisado circuito urbano en el que se recorrerían las principales vías madrileñas (en la foto: Paseo de la Castellana)

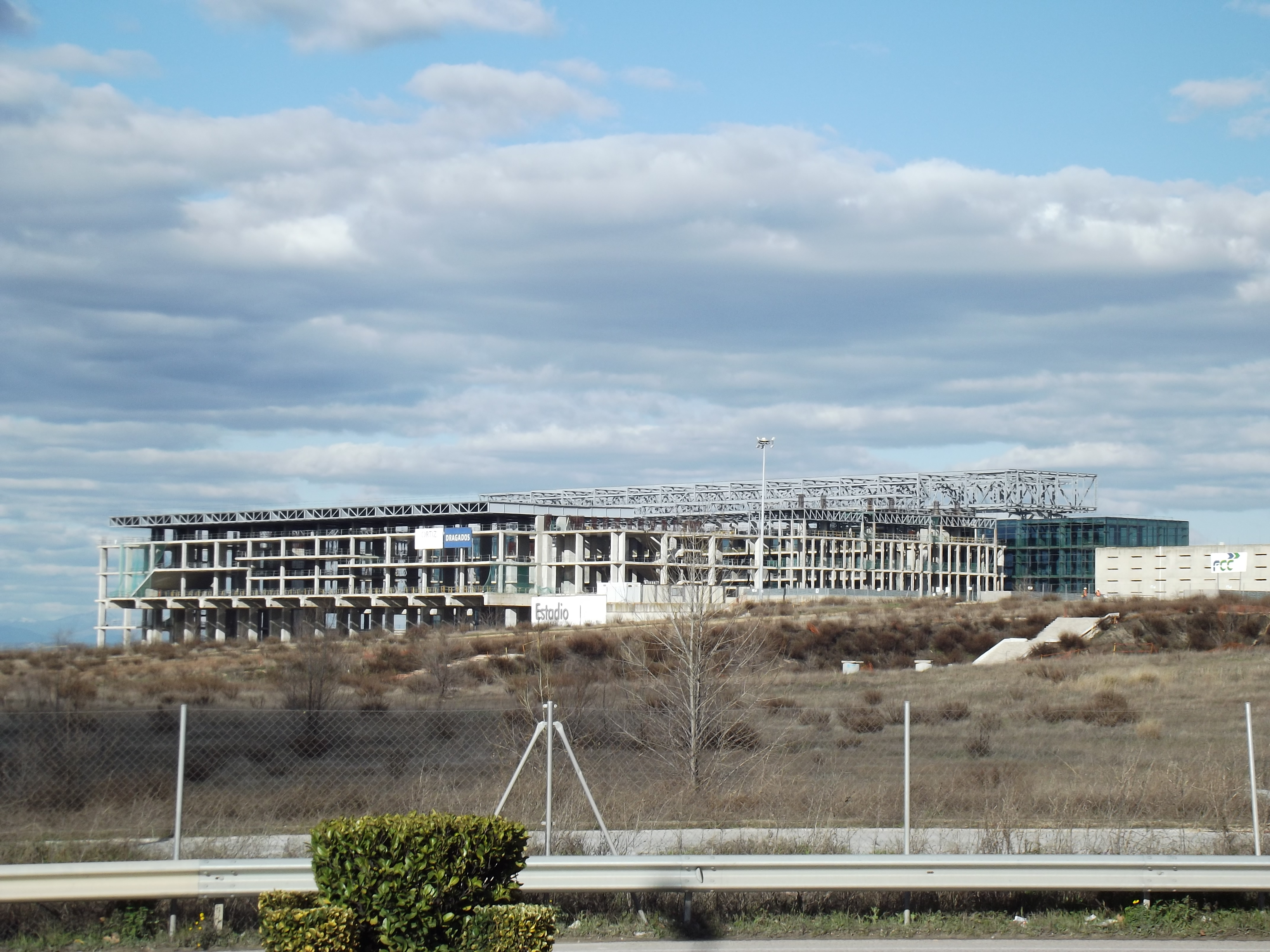
El proyecto del Centro Acuático, en 2014 un esqueleto de hormigón, albergaría las pruebas de natación.

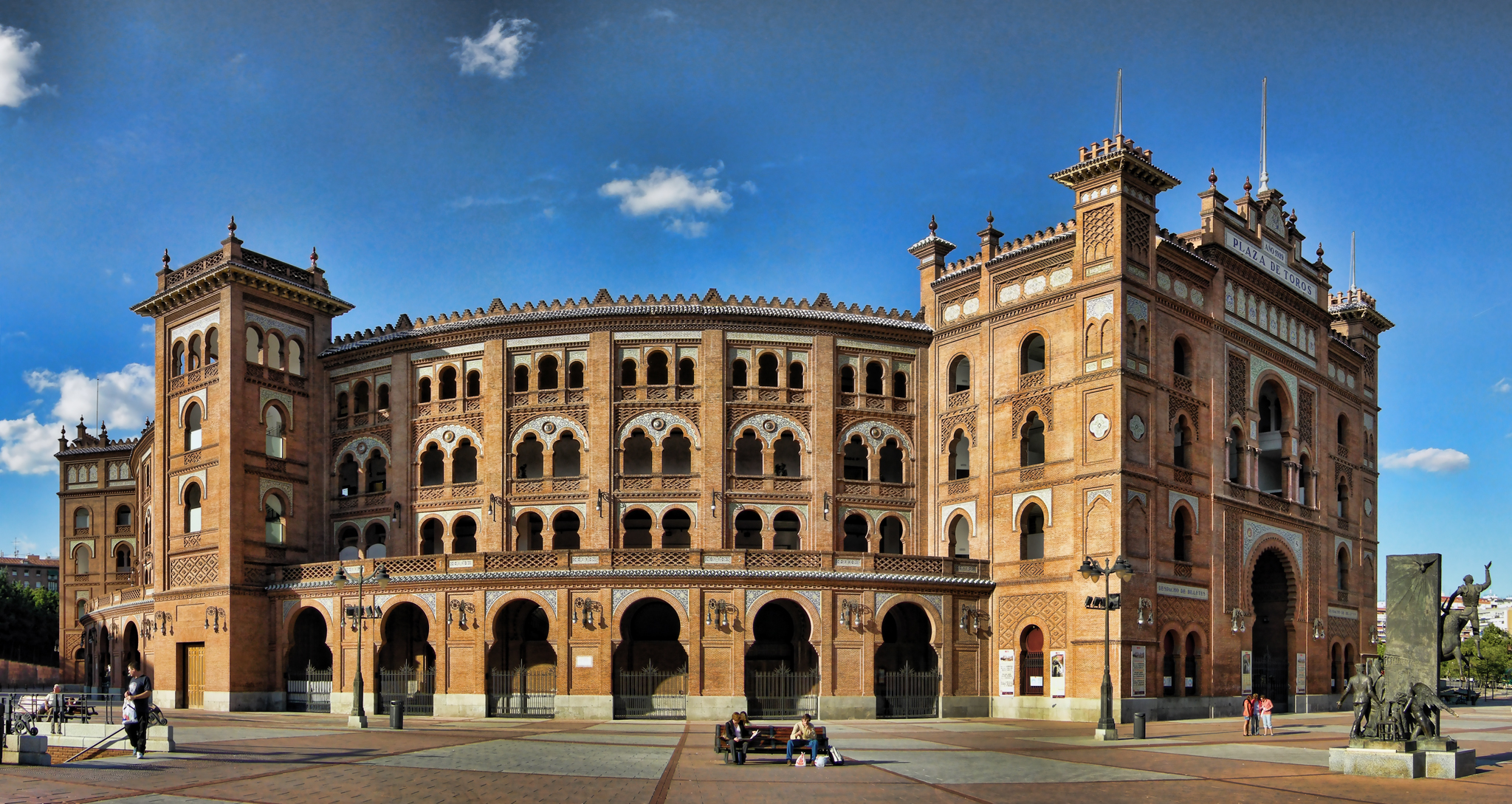
La Plaza de Toros de Las Ventas se cubriría y albergaría las competiciones de baloncesto.

| Deporte                           | Deporte | Instalación |
| --------------------------------- | ------- | --- |
| Atletismo                         |         | Estadio de Madrid (65 000 espectadores) |
| Bádminton                         |         | Recinto ferial de Campo de las Naciones (7000 espectadores) |
| Baloncesto                        |         | Plaza de toros de Las Ventas (20 000 espectadores) |
| Balonmano                         |         | Madrid Arena (12 000 espectadores) |
| Boxeo                             |         | Recinto ferial de Campo de las Naciones (10 000 espectadores) |
| Esgrima                           |         | Recinto ferial de Campo de las Naciones (8000 espectadores) |
| Fútbol                            |         | Estadio Santiago Bernabéu (80 000 espectadores, Madrid, finales) Estadio Olímpico Lluís Companys (56 000 espectadores, Barcelona) Estadio Nuevo Arcángel (23 000 espectadores, Córdoba) Estadio La Rosaleda (37 000 espectadores, Málaga) Estadio José Zorrilla (26 000 espectadores, Valladolid) Estadio La Romareda (34 000 espectadores, Zaragoza) |
| Halterofilia                      |         | Recinto ferial de Campo de las Naciones (5500 espectadores) |
| Hockey sobre hierba               |         | Ciudad Real Madrid (12 000 espectadores, campo principal; 4000 espectadores, campo número 2) |
| Judo                              |         | Recinto ferial de Campo de las Naciones (10 000 espectadores) |
| Pentatlón moderno                 |         | Club de Campo Villa de Madrid (10 000 espectadores) Club de Campo Villa de Madrid (4500 espectadores) Club de Campo Villa de Madrid (4500 espectadores) |
| Remo                              |         | Centro de regatas de Madrid-Getafe (14 000 espectadores) |
| Taekwondo                         |         | Recinto ferial de Campo de las Naciones (10 000 espectadores) |
| Tenis                             |         | Caja Mágica (12 500 espectadores, pista principal; 5000 espectadores, pista número 1; 3000 espectadores, pista número 2; 250 espectadores, pistas números 3 a 10) |
| Tenis de mesa                     |         | Recinto ferial de Campo de las Naciones (5000 espectadores) |
| Tiro                              |         | Centro de Tiro de Paracuellos (Paracuellos de Jarama: 2500 espectadores, foso olímpico; 2500 espectadores, sala de finales; 900 espectadores, 10 m range; 800 espectadores, 25 m range; 800 espectadores, 50 m range) |
| Tiro con arco                     |         | Club de Campo Villa de Madrid (7000 espectadores) |
| Triatlón                          |         | Casa de Campo (6000 espectadores) |
| Vela                              |         | Puerto de Valencia (Valencia, 10 000 espectadores) |
| Deportes de múltiples disciplinas |         | |
| Ciclismo                          |         | Circuito urbano de Madrid (3000 espectadores: ciclismo en ruta) Velódromo Olímpico (6000 espectadores: ciclismo en pista) Casa de Campo (6000 espectadores: mountain bike) Pista del Parque Olímpico (6000 espectadores: BMX) |
| Deportes acuáticos                |         | Centro Acuático de Madrid (18 000 espectadores: natación, natación sincronizada y finales de waterpolo; 5200 espectadores: saltos; 5000 espectadores: waterpolo) Centro de regatas de Madrid-Getafe (14 000 espectadores: maratón) |
| Gimnasia                          |         | Pabellón de gimnasia (15 000 espectadores: gimnasia, gimnasia rítmica, gimnasia artística más trampolín) |
| Hípica                            |         | Hipódromo de la Zarzuela (17 000 espectadores: saltos y doma; 20 000 espectadores: concurso completo) |
| Lucha                             |         | Recinto ferial de Campo de las Naciones (9000 espectadores) |
| Piragüismo                        |         | Canal Madrid/GetafeCentro de regatas de Madrid-Getafe (14 000 espectadores: sprint) Canal de slalom de La Gavia (15 000 espectadores: slalom) |
| Voleibol                          |         | Palacio de los Deportes de la Comunidad de Madrid (15 000 espectadores) |
| Vóley playa                       |         | Parque del Retiro (12 000 espectadores) |